# Regard (architecture)
Pour les articles homonymes, voir Regard (homonymie).

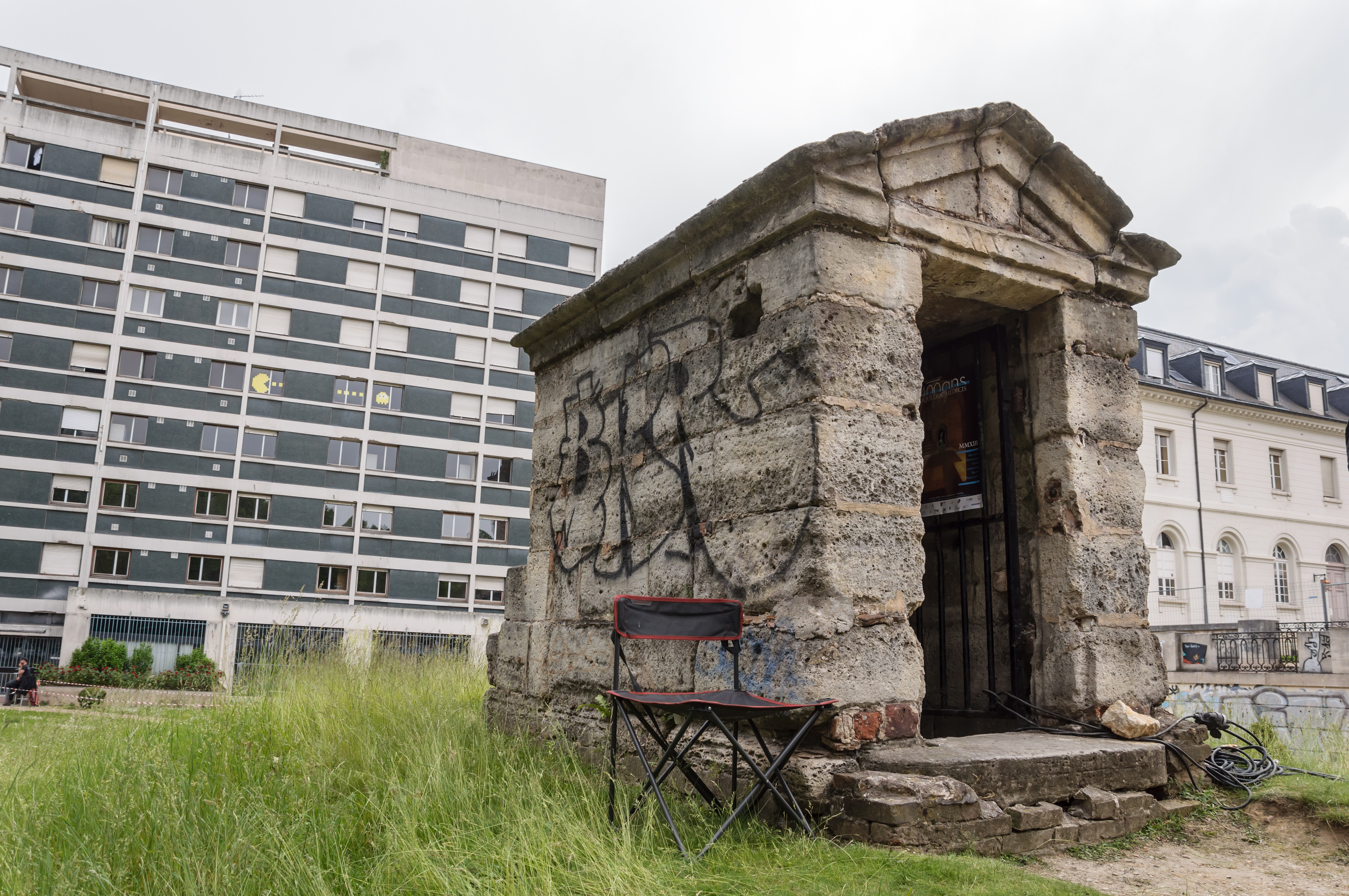
Regard no 25, dit regard de Saux, de l'aqueduc Médicis, dans l'enceinte de l'hôpital La Rochefoucauld (Paris 14e, France).

Un regard est un dispositif maçonné permettant d'inspecter une canalisation souterraine.
Pour une ouverture dans le sol, on parlera de plaque d'égout (ou regard de chaussée).
Certains de ces ouvrages liés à l'eau (accès à un aqueduc souterrain), qui peuvent dater du XVIe siècle, comme le regard de la Lanterne à Paris, sont classés monuments historiques.